# Simut
Simut o Samut («Hijo de Mut») fue un antiguo sacerdote egipcio que ocupó el cargo de Segundo Profeta de Amón hacia el final del reinado del faraón Amenhotep III. Se le conoce por varios objetos, incluyendo su capilla (ahora perdida), de la necrópolis tebana Tumba A.24, en Dra Abu el-Naga.
Empezó su carrera como sacerdote uab en el templo de Amón y como guardián del santuario procesional del dios. En el vigésimo año de reinado de Amenhotep ya era cuarto profeta de Amón, lo que significa que era el cuarto en el sacerdocio más influyente de la época. Fue nombrado Segundo Profeta en el año 34, es probable que el anterior poseedor del título, Anen, cuñado del faraón, muriera por esta época. Simut fue también tesorero («Supervisor de la Casa de la Plata») y «sellador de todos los contratos en Karnak». Su hijo también sirvió a Amón, como sacerdote uab.
Está representado en la tumba de Tebas del chaty Ramose entre los dolientes. Su propia tumba fue descubierta en el siglo XIX, pero su ubicación se ha perdido desde entonces. John Gardner Wilkinson (1797-1875) visitó la capilla y copió dos escenas e inscripciones. Parece haber visto la capilla en buen estado. Jean-François Champollion (1790-1832) visitó la tumba un poco más tarde y la encontró en un estado ruinoso. Dio una breve descripción y copió algunas inscripciones. Se pueden reconstruir cinco escenas según las descripciones.